# Еппертсгаузен
Еппертсгаузен (нім. Eppertshausen) — громада в Німеччині, знаходиться в землі Гессен. Підпорядковується адміністративному округу Дармштадт. Входить до складу району Дармштадт-Дібург.
Площа — 13,11 км2. Населення становить 6201 ос. (станом на 31 грудня 2020).